# Psammetico I
Psammetico I (... – 610 a.C.) è stato un faraone della XXVI dinastia (saitica) dell'Egitto.

## Biografia
Il nome con cui è comunemente noto, Psammètico, deriva dallo Psammetichos (gr. Ψαμμήτĭχος) degli epitomatori di Manetone (Sesto Africano ed Eusebio di Cesarea) che a sua volta deriva dall'egizio Psametek, che potrebbe significare uomo di Methek (o Metjek), con riferimento ad una sconosciuta divinità, ma anche venditore di vini di Metjek con riferimento ad una località non identificata. Alcuni studiosi sono propensi nel ritenere che si tratti solamente dell'errata trascrizione di un nome straniero, probabilmente assiro, che abbia messo in difficoltà gli scribi egizi a causa della mancanza di elementi grafici adatti.
Negli annali assiri Psammetico è identificato come Nebuskhezibanni ma in un cilindro cuneiforme sembra identificabile con un Tushamilki che si sarebbe ribellato ad Ashshurbanipal ricevendo aiuti da Gige di Lidia.
Psammetico è considerato, da molti storici, il fondatore della XXVI dinastia; con lui inizia quello che viene chiamato Periodo tardo. A questo sovrano è da attribuire la riunificazione dell'Egitto dopo l'anarchia ed il frazionamento politico che avevano caratterizzato il Terzo periodo intermedio. Psammetico ebbe un regno notevolmente lungo: 54 anni come riportano Sesto Africano ed Erodoto mentre Eusebio di Cesarea gliene attribuisce solamente 45; comunque il suo regno è ben attestato da varie fonti non solo egizie ma anche assire.
Figlio di Necao I di Sais ottenne dagli occupanti assiri, grazie alla fedeltà del padre, il governo della città di Atribi.

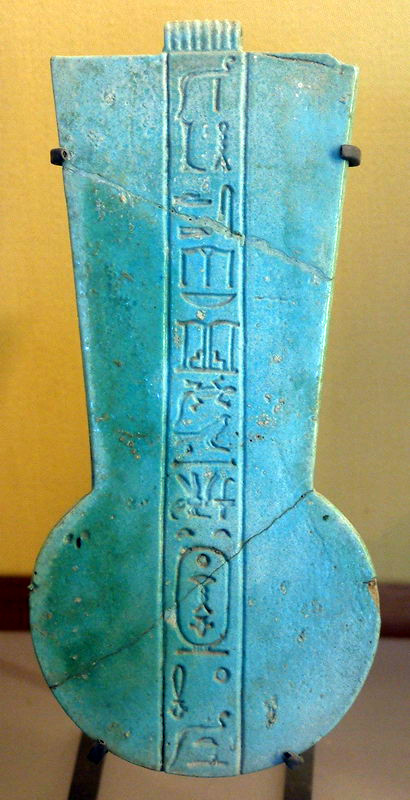
Pendente di collana con iscrizione celebrativa della Heb Sed di Psammetico I. Parigi, Museo del Louvre

Dagli annali assiri sappiamo che il padre di Psammetico era capo di una confederazione di venti principi del delta dell'Egitto, confederazione approvata da Esarhaddon e confermata, poi, da Ashshurbanipal, confederazione che venne sconfitta dall'ultimo sovrano della XXV dinastia, Tanutamani, a sua volta sconfitto, e costretto a rifugiarsi in Nubia, dall'esercito assiro.
Alla morte del padre, caduto nella battaglia contro Tanutamani, Psammetico venne, in un primo momento, deportato in Assiria e poi rinviato in Egitto ad occupare il trono del padre. Lo storico greco Erodoto narra come la salita al potere di Psammetico sarebbe da mettere in relazione con la guerra da lui condotta contro una Dodecarchia, una lega di dodici principi egizi. Questa versione contrasta però con gli annali assiri.
Quello che sappiamo è che nel suo 8º anno di regno si sentì sufficientemente potente da inviare una flotta fino a Tebe per ottenere che sua sorella Nitokris I fosse adottata tra le Divine Spose di Amon, mettendo così una seria ipoteca sul controllo dell'Alto Egitto, in quel momento governato da Montuemhat, che dopo la sconfitta di Tanutamani e la conquista di Tebe da parte degli Assiri aveva fatto atto di vassallaggio a questi.
L'effettiva riunificazione dell'Egitto, con l'allontanamento delle guarnigioni assire, avvenne nel 653 a.C. Malgrado alcune fonti parlino di un inseguimento fino ad Ashdod, in Palestina, non sappiamo se la liberazione dell'Egitto dalla dominazione assira sia stata dovuta ad un confronto militare o alla debolezza dell'Assiria stessa. Capitale della nuova dinastia fu Menfi che tornò così nuovamente ad avere il predominio su Tebe.

Divenuto sovrano di tutto l'Egitto Psammetico profuse molti sforzi nella riorganizzazione dello stato. Pur conservando nelle loro cariche principi locali come Mentuhemat o il fedele Samtutefnakht di Eracleopoli riorganizzò il governo delle varie province insediando governatori di nomina reale. Notevole impegno venne anche profuso nella riorganizzazione dell'esercito che, pur restando strutturato sulla forte presenza di mercenari greci (opliti della Ionia e della Caria), fenici ed ebrei, venne riorganizzato su base nazionale anche attraverso provvedimenti di coscrizione obbligatoria.
Le frontiere vennero protette schierando truppe libiche a sud, verso la Nubia, e truppe greche sui confini occidentale ed orientale. Nel 629 a.C. Psammetico inviò l'esercito ad Ashdod, in Palestina, per contrastare un'invasione da parte degli Sciti e nel 616 a.C., comprendendo come l'alleanza tra Media e Babilonia potesse essere potenzialmente pericolosa per l'Egitto, intervenne a fianco dell'Assiria nel vano tentativo di arrestarne la caduta.

## Cultura

Testa di statua regale (Psammetico I?). Periodo tardo dell'Egitto, tra il 664 e il 525 a.C. Museo Egizio, Torino.

Il lungo regno di Psammetico fu un periodo di profondo rinnovamento dell'Egitto sotto molteplici aspetti. In campo artistico si ebbe un ritorno a forme tradizionali risalenti al Medio e Nuovo regno. Nel 2017 al Cairo è stata ritrovata una statua colossale di Psammetico I in quarzite. Ridotta in minuti frammenti,  era alta in origine ben 8 metri e contiene il nome completo di Psammetico sul cartiglio posteriore. Il faraone è raffigurato in piedi, mentre avanza, come analoghe statue di Ramses II. Sul pilastro dorsale Psammetico adora il dio di Eliopoli, Atum.
La forma demotica della scrittura, inizialmente introdotta come una stenografia iniziò ad essere usata anche in campo letterario, innovazione che si sviluppò, poi, pienamente, durante la seguente dominazione persiana. Anche la religione subì un processo di evoluzione/involuzione con la fissazione nella teogonia Menfita delle tradizioni sulla creazione del mondo e sui rapporti tra gli dei. A questo periodo risalgono anche le numerose ipostasi  animali di divinità, pratica che proseguirà poi nel periodo persiano, e il definitivo allontanamento dal pantheon ufficiale di Seth. A questo sovrano è attribuito l'ampliamento del Serapeo di Saqqara. Anche il commercio visse un periodo di sviluppo grazie alla presenza di mercanti fenici e greci; soprattutto questi ultimi svolsero un fondamentale ruolo per l'economia egizia al punto da ottenere il permesso di fondare una loro città, Naucrati, sul ramo canopico del Nilo.
Erodoto racconta che Psammetico volle sapere quale fosse la lingua più antica. Affidò due neonati ad un pastore, con l'ordine che non rivolgesse mai loro la parola. La prima parola che i due bimbi pronunciarono fu bekos, una parola che, come si scoprì poi, apparteneva alla lingua frigia.

## Titolatura
| G5 |

| G5 |

| Aa1 · ib · Z1 |

| Aa1 · ib · Z1 |

| Aa1 · ib · Z1 |

| Aa1 · ib · Z1 |

| Aa1 · ib · Z1 |

| Aa1 · ib · Z1 |

| Aa1 · ib · Z1 |

| Aa1 · ib · Z1 |

| G16 |

| G16 |

|  |

| G8 |

| G8 |

|  |

| M23 · X1 | L2 · X1 |

| M23 · X1 | L2 · X1 |

| N5 | V29 | ib |

| N5 | V29 | ib |

| N5 | V29 | ib |

| N5 | V29 | ib |

| N5 | V29 | ib |

| N5 | V29 | ib |

| N5 | V29 | ib |

| N5 | V29 | ib |

| G39 | N5 |

| G39 | N5 |

| p · O34 | m | T · V31 |

| p · O34 | m | T · V31 |

| p · O34 | m | T · V31 |

| p · O34 | m | T · V31 |

| p · O34 | m | T · V31 |

| p · O34 | m | T · V31 |

| p · O34 | m | T · V31 |

| p · O34 | m | T · V31 |